# Wilner Piquant
Wilner Piquant lub Ewilner Piquant (ur. 14 grudnia 1951) – były haitański piłkarz grający na pozycji bramkarza.

## Kariera klubowa
Podczas kariery piłkarskiej Wilner Piquant grał Aigle Noir AC.

## Kariera reprezentacyjna
W reprezentacji Haiti Wilner Piquant grał w latach siedemdziesiątych i na początku osiemdziesiątych. Podczas Mistrzostw Świata w 1974 w RFN Wilner Piquant był rezerwowym.
Wilner Piquant grał w eliminacjach do Mundialu w Argentynie i w eliminacjach do Mundialu 1982 w Hiszpanii, jednakże reprezentacja Haiti przegrała rywalizacje o awans z Meksykiem w 1978 oraz z Hondurasem i Salwadorem w 1982.